# Hüseyin Özkan
Hüseyin Özkan, znany też jako Huseyn Bisultanov, (ur. 20 stycznia 1972 w Argun) – rosyjski i turecki judoka.
Na Igrzyskach Olimpijskich w Sydney w 2000 zdobył złoty medal, pokonując w finale Francuza Larbi Benboudaoud. Do jego osiągnięć należy również srebrny medal Mistrzostw Świata z 1999.
Ma w swoim dorobku również trzy medale Mistrzostw Europy: złoty (1997) i dwa brązowe (1999, 2003). W 2005 został mistrzem Turcji.